# John Reed
John Silas "Jack" Reed, född 22 oktober 1887 i Portland i Oregon, död 17 oktober 1920 i Moskva i dåvarande Ryska SFSR, var en amerikansk journalist. Han är mest känd för sin bok Tio dagar som skakade världen (1919). Hans fru var författaren och feministen Louise Bryant. Hans liv har bland annat skildrats i Hollywoodfilmen Reds (1981).

## Biografi

### Tiden som journalist
John Reed blev känd som journalist eftersom han ofta skrev sympatiska texter för arbetarnas sak och deras strejker, och för hans reportage om den Mexikanska revolutionen. Reed och hans fru var också nära vänner till dramatikern Eugene O'Neill. När Reed var i Europa för att rapportera om första världskriget hörde han om den kommande revolutionen i kejsardömet Ryssland. 1917 åkte han dit. Hans upplevelser där och hans intervjuer med Vladimir Lenin blev grunden för hans bok, Tio dagar som skakade världen (1919).

### Kommunism
När Reed åkte tillbaka till USA blev han engagerad i den amerikanska kommuniströrelsen och var en ledande figur i skapandet av the Communist Labor Party. Partiet var illegalt, och han åkte tillbaka till Ryssland som en delegat för detta parti. Han avled senare i Moskva, och är en av tre amerikaner som hedrats med en begravning i Kreml. (De andra två var Bill Haywood och Charles Ruthenberg).

## Reed-böcker som brändes 1933
Under bokbålen runt om i Nazityskland 1933 brände nationalsocialister följande titlar av Reed:
- Tio dagar som skakade världen
  - Tysk titel: Zehn Tage, die die Welt erschütterten. (Mit e. Vorw. von Egon Erwin Kisch, Wien, Verlag für Literatur und Politik 1927, XXIII, 345 S.)
- En bok om tyska novemberrevolutionen med den tyska titeln Deutsche Revolution.
- En volym med samlade texter i skilda ämnen. Tysk titel: Eine Sammlung zeitgen. Schriften.